# Nación Muisca
La Nación Muisca es la que corresponde al pueblo originario de los muiscas, en lo que hoy es la República de Colombia, al norte de América del Sur.
La nación de los muiscas es una de las más importantes de la historia precolombina de América, aunque ha sido desconocida por largo tiempo. Actualmente algunos de sus descendientes se encuentran organizados en cabildos en Bogotá y sus alrededores, reconocidos oficialmente como territorios y entidades indígenas.
El pueblo muisca es un pueblo de la familia chibcha, una familia lingüística que según diversos estudios proviene de la América central y, a su vez, es de tradición andina por ubicarse en la cordillera oriental, de las tres en que se dividen los Andes en el territorio colombiano, en la región conocida como el altiplano cundiboyacense.

## Aspectos históricos

### Periodo Precolombiano.
Originalmente, a la llegada de los españoles, los muiscas se encontraban organizados en una especie de confederación o federación muy compleja, conformada por dos estados o principados grandes y otros más pequeños. Los dos centros poblacionales de los dos "estados" principales eran los más importantes: Hunza, la actual Tunja y Bacatá, que comprendía la actual área metropolitana de Bogotá, siendo esta la más importante según narran los cronistas españoles de la época, por lo cual puede considerarse la capital del imperio, donde tras la conquista se situó la Real Audiencia de Santafé de Bogotá.

## Geografía.
La altiplanicie es de clima frío y templado. El territorio que comprendía la nación de los muiscas está rodeado de montañas con elevaciones que superan los tres mil metros y con páramos, por ello es un paisaje muy verde con gran cantidad de acuíferos que influyeron mucho en la cosmovisión Muisca.
- Datos: Q6037277